# Wilson Harris
Sir Theodore Wilson Harris (Nova Amesterdão, 24 de março de 1921 — Chelmsford, 8 de março de 2018) foi um escritor guianês. Inicialmente escrevia poesias, mas posteriormente passou a escrever também romances e ensaios. O seu estilo de redação é considerado abstrato e densamente metafórico, cuja temática é ampla. Harris é considerado uma das vozes mais originais e inovadoras da literatura do pós-guerra da anglofonia.

## Biografia
Wilson Harris nasceu em Nova Amesterdão, na Guiana Britânica, onde o seu pai trabalhou numa companhia de seguros. Os seus pais eram Theodore Wilson Harris e Millicent Josephine Glasford Harris. Após estudar no Queen's College situado na capital da Guiana, Georgetown, tornou-se agrimensor governamental, antes de seguir carreira como conferencista e escritor. Trabalhou como agrimensor durante vinte anos, tendo conhecido várias savanas e florestas tropicais, que serviram de cenário para muitos dos seus livros, cuja paisagem guianense dominou a sua ficção. A temática da paisagem da Guiana moldou também a sua abordagem fictícia.
Entre 1945 e 1961, Harris contribuiu regularmente com contos, poemas e ensaios na revista literária Kyk-over-Al, e integrou um grupo de intelectuais guianenses com Martin Carter, Sidney Singh, Milton Williams, Jan Carew, e Ivan Van Sertima. Posteriormente, Harris integrou suas poesias à coleção Eternity to Season (1954). Casou-se primeiramente com Cecily Carew em 1945 (irmã do romancista Jan Carew), com quem teve quatro filhos, porém divorciou-se por volta de 1957.
Harris mudou-se para a Inglaterra em 1959, onde casou-se pela segunda vez com a poetisa e dramaturga escocesa Margaret Whitaker.
Harris publicou o seu primeiro romance Palace of the Peacock em 1960 na editora britânica Faber and Faber, com a aprovação do então editor-chefe, T. S. Eliot. Posteriormente foram publicadas outras obras como The Guyana Quartet, incluindo The Far Journey of Oudin (1961), The Whole Armour (1962), e The Secret Ladder (1963). Também escreveu a trilogia Carnival: Carnival (1985), The Infinite Rehearsal (1987), e The Four Banks of the River of Space (1990).
Também publicou obras como Jonestown (1996), que conta acerca do suicídio em massa dos seguidores do religioso Jim Jones, The Dark Jester (2001), um romance semiautobiográfico, The Mask of the Beggar (2003), e The Ghost of Memory (2006).
Harris também escreveu obras de não ficção e ensaios críticos e foi agraciado com o título de doutor honoris causa pela Universidade das Índias Ocidentais (1984) e pela Universidade de Lieja (2001). Venceu duas vezes o Prémio Literário da Guiana.
Harris foi nomeado Cavaleiro Celibatário em junho de 2010, em homenagem ao aniversário da rainha Isabel II do Reino Unido. Em 2014, Harris venceu a categoria de Ouro de Carreira do Prémio Anisfield-Wolf.
Harris morreu de causas naturais a 8 de março de 2018, na cidade inglesa de Chelmsford. O centenário do seu nascimento foi celebrado no Festival Literário Bocas da Companhia Nacional de Gás de Trindade e Tobago.

## Obras
Romances
- 1960. Palace of the Peacock
- 1961. The Far Journey of Oudin
- 1962. The Whole Armour
- 1963. The Secret Ladder
- 1964. Heartland
- 1965. The Eye of the Scarecrow
- 1966. The Waiting Room
- 1967. Tumatumari
- 1968. Ascent to Omai
- 1969. The Sleepers of Roraima (ilustrado por Kay Usborne)
- 1971. The Age of the Rainmakers (ilustrado por Kay Usborne)
- 1972. Black Marsden: A Tabula Rasa Comedy
- 1975. Companions of the Day and Night
- 1977. Da Silva da Silva's Cultivated Wilderness/Genesis of the Clowns
- 1978. The Tree of the Sun
- 1982. The Angel at the Gate
- 1985. Carnival
- 1985. The Guyana Quartet (Palace of the Peacock, The Far Journey of Oudin,The Whole Armour, The Secret Ladder)
- 1987. The Infinite Rehearsal
- 1990. The Four Banks of the River of Space
- 1993. Resurrection at Sorrow Hill
- 1993. The Carnival Trilogy (Carnival, The Infinite Rehearsal, The Four Banks of the River of Space), 1993
- 1996. Jonestown
- 2001. The Dark Jester
- 2003. The Mask of the Beggar
- 2006. The Ghost of Memory

Contos
- Kanaima, 1964
- The Sleepers of Roraima, 1970
- The Age of the Rainmakers, 1971

Poesias
- Fetish, 1951
- The Well and the Land, 1952
- Eternity to Season, 1954

Não ficção
- 1967. Tradition, the Writer and Society: Critical Essays. Londres: New Beacon Books.
- 1970. History, Fable and Myth in the Caribbean and Guianas. Georgetown: Conselho Nacional de História e Artes.
- 1974. Fossil and Psyche. Austin: Universidade do Texas.
- 1981. Explorations: A Series of Talks and Articles 1966–1981. Aarhus: Dangaroo Press.
- 1983. The Womb of Space: The Cross-Cultural Imagination. Westport: Greenwood Press.
- 1992. The Radical Imagination: Lectures and Talks. Lieja: L3.
- 1999. The Unfinished Genesis of the Imagination: Selected Essays of Wilson Harris. Londres: Routledge.

## Prémios
- 1987: Prémio Literário da Guiana
- 1992: Prémio Mondello dei Cinque Continenti
- 2002: Prémio Literário da Guiana (Prémio Especial)
- 2008: Prémio Nicolas Guillen de Literatura Filosófica, Associação Filosófica das Caraíbas
- 2014: Prémio Anisfield-Wolf[7]